# Julius Keyl

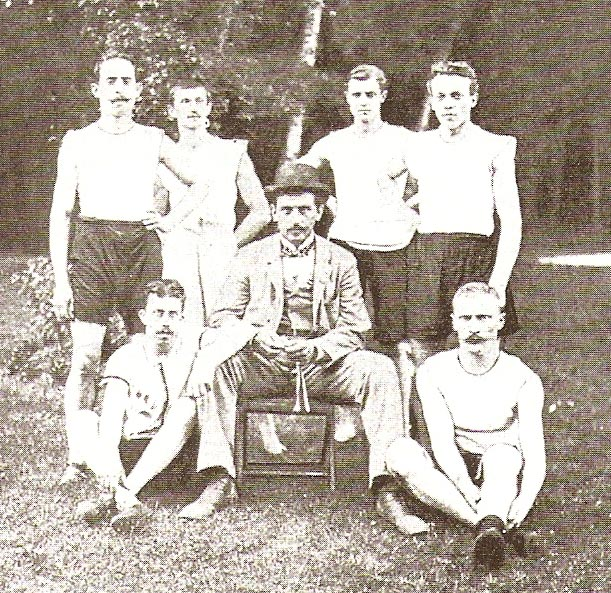
Keyl (stehend; 2. v. l.)
inmitten des deutschen Leichtathletikteams
mit Doerry (links neben ihm), Rau, Werkmüller,
Mannschaftsführer Demmler (Mitte),
Duhne und Steffen (auf dem Boden sitzend).

Julius Keyl (* 8. Dezember 1877 in München; † 10. November 1959 ebenda) war ein deutscher Leichtathlet in den Disziplinen 100-Meter- und Hürdenlauf, sowie Fußballspieler und -funktionär.

## Karriere
1897 wurde er Mitglied der neu gegründeten Fußballabteilung des MTV München von 1879. Mit einer Körperlänge von 1,70 m und einem Wettkampfgewicht von 59 kg war er aber auch von der Leichtathletik angetan und stellte während des Oktoberfestes desselben Jahres mit der aus seinen Mitspielern Cushing, Prager und Böhmke bestehenden 4-mal-100-Meter-Staffel in 46,8 s. einen neuen deutschen Rekord auf.

### Leichtathletik
Als Angehöriger des deutschen Leichtathletikteams nahm er an den vom 1. bis zum 16. Juli 1900 in Paris ausgetragenen Olympischen Spielen teil. Über die 100 Meter schied er als Viertplatzierter im dritten Vorlauf bereits in der Qualifikation aus dem Wettbewerb aus.
1902 und 1904 wurde er Deutscher Meister im 100-Meter-Lauf. Seine persönliche Bestzeit auf 100 Meter stellte er 1903 mit 11,0 s auf. Er war ebenfalls ein herausragender Hürdenläufer. Im 110-Meter-Hürdenlauf wurde er 1903 und 1904 Meisterschaftszweiter, 1904 verbesserte er den deutschen Rekord auf 16,0 s.
Vom 22. April bis zum 2. Mai 1906 nahm er an den in Athen ausgetragenen Olympischen Zwischenspielen teil: Dort wurde er zunächst mit der deutschen Riege Fünftplatzierter im Turnen, um anschließend als Einzelathlet im Fünfkampf anzutreten; aufgrund einer Verletzung musste er diesen Wettkampf jedoch vorzeitig beenden.

### Fußball
Während elf Spieler sich im Streit über die zukünftige Entwicklung der Fußballabteilung vom MTV losgesagt und am 27. Februar 1900 mit dem FC Bayern München einen eigenen Verein gegründet hatten, blieb Keyl beim MTV und wurde kurz darauf Spielführer der Mannschaft; dies sollte er bis 1919 bleiben.
Von 1904 bis 1910 hatte er das Amt des Vorsitzenden des Münchener Fußballverbandes inne, von 1912 bis 1922 war er Spielausschussvorsitzender im Verband Süddeutscher Fußball-Vereine bzw. ab 1914 im Süddeutschen Fußballverband und von 1923 bis 1928 Vorsitzender des Spielausschusses des DFB. Bei den Olympischen Spielen 1928 in Amsterdam gehörte er dem Trainerstab der deutschen Fußballnationalmannschaft an.

### ... außerhalb des Sports
Keyl studierte später Jura und wurde ein praktizierender Rechtsanwalt und Notar.